# 위대한 레보스키
《위대한 레보스키》(영어: The Big Lebowski 더 빅 러바우스키[*])는 1998년에 개봉한 미국의 범죄 코미디 영화이다.
2014년 이 영화는 미국 의회도서관에 의해 “문화적으로, 역사적으로, 미적으로 중요성을” 인정받아 미국 국립영화등기부에 선정, 보존되었다.

## 줄거리
1990년(혹은 1991년) 볼링광인 로스앤젤레스 슬래커 제프리 “더 듀드” 러바우스키는 우연히 같은 이름을 가진 백만장자 제프리 “더 빅” 러바우스키로 오해를 사는 바람에 집에 들이닥친 두 깡패로부터 협박을 당한다. 이 과정에서 깡패 하나가 러그에 오줌을 누자 듀드는 빅을 찾아가 변상을 요구한다. 빅은 이를 거절하지만 듀드는 빅의 조수를 속여 저택에서 비슷한 러그를 얻어낸다. 후에 빅의 트로피 와이프가 납치되자 빅은 듀드에게 몸값 전달하는 일을 맡긴다. 듀드의 친구 월터는 이 돈을 듀드와 나눠 가질 생각으로 돈이 담긴 서류 가방을 빼돌린다. 그러나 듀드와 월터가 볼링을 치는 사이 서류 가방이 든 차를 누군가 훔쳐가 버린다.

## 출연진
- 제프 브리지스 - 제프리 “더 듀드” 러바우스키 역
- 존 굿맨 - 월터 소브책 역: 볼링 동료. 베트남 전쟁 참전 용사.
- 줄리앤 무어 - 모드 러바우스키 역: 빅 러바우스키의 딸.
- 스티브 부세미 - 시어도어 도널드 “도니” 케러바초스 역: 볼링 동료.
- 데이비드 허들스턴 - 제프리 “더 빅” 러바우스키 역
- 필립 시모어 호프먼 - 브랜트 역: 빅 러바우스키의 조수.
- 태라 리드 - 버니 러바우스키 역: 빅 러바우스키의 트로피 와이프.
- 존 터투로 - 지저스 퀸타나 역: 볼링 라이벌.
- 샘 엘리엇 - 낯선 남자 역: 이 영화의 해설자.
- 데이비드 슐리스 - 녹스 해링턴 역
- 벤 거자라 - 재키 트리혼 역: 포르노 업계 거물.
- 페테르 스토르마레 - 울리 쿵켈 / 카를 훙구스 역: 버니의 독일인 친구. 허무주의자 1.
- 플리 - 키퍼 역: 허무주의자 2.
- 토르스텐 포게스 - 프란츠 역: 허무주의자 3.
- 존 폴리토 - 다피노 역
- 마크 펠러그리노 - 트리혼 밑의 폭력배 역
- 리언 러섬 - 맬리부 경찰 서장 역
- 마셜 매네시 - 의사 역
- 아시아 커레라 - 셰리 역: 포르노 영화 배우.
- 에이미 맨 - 프란츠의 여자친구 역
- 리처드 갠트, 크리스천 클레먼슨: 경찰들 역

## 기타 제작진
- 공동 제작: 존 캐머런
- 배역: 존 S. 라이언스
- 미술: 릭 하인릭스
- 의상: 메리 조프리스

## 이모저모
- 주인공 제프리 “더 듀드” 러바우스키에게서 영감을 받은 종교 혹은 철학인 듀드주의(dudeism)가 존재한다.